# Effectif des équipes au Championnat d'Europe de football 2004
Cette page contient la liste de toutes les équipes et de leurs joueurs ayant participé au championnat d'Europe de football 2004. Les âges et le nombre de sélections des footballeurs sont ceux au début de la compétition.

## Effectifs des participants

### Allemagne
Sélectionneur : Rudi Völler
| No. | Pos.      | Joueur                 | Date de naissance et âge | Sélec. | Club              |
| --- | --------- | ---------------------- | ------------------------ | ------ | ----------------- |
| 1   | Gardien   | Oliver Kahn            | 15 juin 1969             |        | Bayern Munich     |
| 2   | Défenseur | Andreas Hinkel         | 26 mars 1982             |        | VfB Stuttgart     |
| 3   | Défenseur | Arne Friedrich         | 29 mai 1979              |        | Hertha Berlin     |
| 4   | Défenseur | Christian Wörns        | 10 mai 1972              |        | Borussia Dortmund |
| 5   | Défenseur | Jens Nowotny           | 11 janvier 1974          |        | Bayer Leverkusen  |
| 6   | Défenseur | Frank Baumann          | 29 octobre 1975          |        | Werder Brême      |
| 7   | Milieu    | Bastian Schweinsteiger | 1er août 1984            |        | Bayern Munich     |
| 8   | Milieu    | Dietmar Hamann         | 27 août 1973             |        | Liverpool         |
| 9   | Attaquant | Fredi Bobić            | 30 octobre 1971          |        | Hertha Berlin     |
| 10  | Attaquant | Kevin Kurányi          | 2 mars 1982              |        | VfB Stuttgart     |
| 11  | Attaquant | Miroslav Klose         | 9 juin 1978              |        | Kaiserslautern    |
| 12  | Gardien   | Jens Lehmann           | 10 novembre 1969         |        | Arsenal           |
| 13  | Milieu    | Michael Ballack        | 26 septembre 1976        |        | Bayern Munich     |
| 14  | Attaquant | Thomas Brdarić         | 23 janvier 1975          |        | Hanovre 96        |
| 15  | Milieu    | Sebastian Kehl         | 13 février 1980          |        | Borussia Dortmund |
| 16  | Milieu    | Jens Jeremies          | 5 mars 1974              |        | Bayern Munich     |
| 17  | Défenseur | Christian Ziege        | 1er février 1972         |        | Tottenham         |
| 18  | Milieu    | Fabian Ernst           | 30 mai 1979              |        | Werder Brême      |
| 19  | Milieu    | Bernd Schneider        | 17 novembre 1973         |        | Bayer Leverkusen  |
| 20  | Attaquant | Lukas Podolski         | 4 juin 1985              |        | FC Cologne        |
| 21  | Défenseur | Philipp Lahm           | 11 novembre 1983         |        | VfB Stuttgart     |
| 22  | Milieu    | Torsten Frings         | 22 novembre 1976         |        | Borussia Dortmund |
| 23  | Gardien   | Timo Hildebrand        | 5 avril 1979             |        | VfB Stuttgart     |

### Angleterre
Sélectionneur : Sven-Göran Eriksson
| No. | Pos.      | Joueur          | Date de naissance et âge | Sélec. | Club              |
| --- | --------- | --------------- | ------------------------ | ------ | ----------------- |
| 1   | Gardien   | David James     | 1er août 1970            | 24     | Manchester City   |
| 2   | Défenseur | Gary Neville    | 18 février 1975          | 63     | Manchester United |
| 3   | Défenseur | Ashley Cole     | 20 décembre 1980         | 26     | Arsenal           |
| 4   | Milieu    | Steven Gerrard  | 30 mai 1980              | 24     | Liverpool         |
| 5   | Défenseur | John Terry      | 7 décembre 1980          | 8      | Chelsea           |
| 6   | Défenseur | Sol Campbell    | 18 septembre 1974        | 58     | Arsenal           |
| 7   | Milieu    | David Beckham   | 2 mai 1975               | 68     | Real de Madrid    |
| 8   | Milieu    | Paul Scholes    | 16 novembre 1974         | 62     | Manchester United |
| 9   | Attaquant | Wayne Rooney    | 24 octobre 1985          | 13     | Everton           |
| 10  | Attaquant | Michael Owen    | 14 décembre 1979         | 56     | Liverpool         |
| 11  | Milieu    | Frank Lampard   | 20 juin 1978             | 19     | Chelsea           |
| 12  | Défenseur | Wayne Bridge    | 5 août 1980              | 17     | Chelsea           |
| 13  | Gardien   | Paul Robinson   | 15 octobre 1979          | 5      | Tottenham         |
| 14  | Défenseur | Phil Neville    | 21 janvier 1977          | 48     | Manchester United |
| 15  | Défenseur | Ledley King     | 12 octobre 1980          | 5      | Tottenham         |
| 16  | Défenseur | Jamie Carragher | 28 janvier 1978          | 12     | Liverpool         |
| 17  | Milieu    | Nicky Butt      | 21 janvier 1975          | 35     | Manchester United |
| 18  | Milieu    | Owen Hargreaves | 20 janvier 1981          | 19     | Bayern Munich     |
| 19  | Milieu    | Joe Cole        | 8 novembre 1981          | 17     | Chelsea           |
| 20  | Milieu    | Kieron Dyer     | 29 décembre 1978         | 22     | Newcastle         |
| 21  | Attaquant | Emile Heskey    | 11 janvier 1978          | 42     | Birmingham City   |
| 22  | Gardien   | Ian Walker      | 31 octobre 1971          | 4      | Leicester City    |
| 23  | Attaquant | Darius Vassell  | 13 juin 1980             | 18     | Aston Villa       |

### Bulgarie
Sélectionneur : Plamen Markov
| No. | Pos.      | Joueur            | Date de naissance et âge | Sélec. | Club              |
| --- | --------- | ----------------- | ------------------------ | ------ | ----------------- |
| 1   | Gardien   | Zdravko Zdravkov  | 4 octobre 1970           |        | Litex Lovech      |
| 2   | Défenseur | Vladimir Ivanov   | 6 février 1973           |        | Lokomotiv Plovdiv |
| 3   | Défenseur | Rosen Kirilov     | 4 janvier 1973           |        | Litex Lovech      |
| 4   | Défenseur | Ivaylo Petkov     | 7 décembre 1975          |        | Fenerbahçe        |
| 5   | Défenseur | Zlatomir Zagorčić | 15 juin 1971             |        | Litex Lovech      |
| 6   | Défenseur | Kiril Kotev       | 8 avril 1982             |        | Lokomotiv Plovdiv |
| 7   | Milieu    | Daniel Borimirov  | 15 janvier 1970          |        | Levski Sofia      |
| 8   | Milieu    | Milen Petkov      | 12 janvier 1974          |        | AEK Athènes       |
| 9   | Attaquant | Dimitar Berbatov  | 30 janvier 1981          |        | Bayer Leverkusen  |
| 10  | Milieu    | Velizar Dimitrov  | 13 avril 1979            |        | CSKA Sofia        |
| 11  | Attaquant | Zdravko Lazarov   | 20 février 1976          |        | Gaziantepspor     |
| 12  | Gardien   | Stoyan Kolev      | 3 février 1976           |        | CSKA Sofia        |
| 13  | Défenseur | Georgi Peev       | 11 mars 1979             |        | Dynamo Kiev       |
| 14  | Attaquant | Georgi Chilikov   | 23 août 1978             |        | Levski Sofia      |
| 15  | Milieu    | Marian Hristov    | 29 juillet 1973          |        | FC Kaiserslautern |
| 16  | Attaquant | Vladimir Manchev  | 6 octobre 1977           |        | Lille OSC         |
| 17  | Milieu    | Martin Petrov     | 15 janvier 1979          |        | Wolfsburg         |
| 18  | Défenseur | Predrag Pažin     | 14 mars 1973             |        | Chakhtar Donetsk  |
| 19  | Milieu    | Stiliyan Petrov   | 5 juillet 1979           |        | Celtic Glasgow    |
| 20  | Attaquant | Valeri Bojinov    | 15 février 1986          |        | US Lecce          |
| 21  | Attaquant | Zoran Janković    | 8 février 1974           |        | Dalian Haichang   |
| 22  | Défenseur | Ilian Stoyanov    | 20 janvier 1977          |        | Levski Sofia      |
| 23  | Gardien   | Dimitar Ivankov   | 30 octobre 1975          |        | Levski Sofia      |

### Croatie
Sélectionneur : Otto Barić
| No. | Pos.      | Joueur          | Date de naissance et âge | Sélec. | Club             |
| --- | --------- | --------------- | ------------------------ | ------ | ---------------- |
| 1   | Gardien   | Vladimir Vasilj | 6 juillet 1975           |        | NK Varteks       |
| 2   | Défenseur | Mario Tokić     | 23 juillet 1975          |        | Grazer           |
| 3   | Défenseur | Josip Šimunić   | 18 février 1978          |        | Hertha Berlin    |
| 4   | Milieu    | Stjepan Tomas   | 6 mars 1976              |        | Fenerbahçe       |
| 5   | Défenseur | Igor Tudor      | 16 avril 1978            |        | Juventus         |
| 6   | Milieu    | Boris Živković  | 15 novembre 1975         |        | VfB Stuttgart    |
| 7   | Milieu    | Milan Rapaić    | 16 août 1973             |        | AC Ancône        |
| 8   | Milieu    | Darijo Srna     | 1er mai 1982             |        | Chakhtar Donetsk |
| 9   | Attaquant | Dado Pršo       | 5 novembre 1974          |        | AS Monaco        |
| 10  | Milieu    | Niko Kovač      | 15 octobre 1971          |        | Hertha Berlin    |
| 11  | Attaquant | Tomislav Šokota | 8 avril 1977             |        | Benfica Lisbonne |
| 12  | Gardien   | Tomislav Butina | 30 mars 1974             |        | Club Bruges      |
| 13  | Défenseur | Dario Šimić     | 12 novembre 1975         |        | AC Milan         |
| 14  | Défenseur | Mato Neretljak  | 3 juin 1979              |        | Hajduk Split     |
| 15  | Milieu    | Jerko Leko      | 9 avril 1980             |        | Dynamo Kiev      |
| 16  | Défenseur | Marko Babić     | 28 janvier 1981          |        | Bayer Leverkusen |
| 17  | Attaquant | Ivan Klasnić    | 29 janvier 1980          |        | Werder de Brême  |
| 18  | Attaquant | Ivica Olić      | 14 septembre 1979        |        | CSKA Moscou      |
| 19  | Attaquant | Ivica Mornar    | 12 janvier 1974          |        | Portsmouth       |
| 20  | Milieu    | Đovani Roso     | 17 novembre 1972         |        | Maccabi Haïfa    |
| 21  | Défenseur | Robert Kovač    | 6 avril 1974             |        | Bayern Munich    |
| 22  | Milieu    | Nenad Bjelica   | 20 août 1971             |        | Kaiserslautern   |
| 23  | Gardien   | Joey Didulica   | 14 octobre 1977          |        | Austria Vienne   |

### Danemark
Sélectionneur : Morten Olsen
| No. | Pos.      | Joueur            | Date de naissance et âge | Sélec. | Club              |
| --- | --------- | ----------------- | ------------------------ | ------ | ----------------- |
| 1   | Gardien   | Thomas Sørensen   | 12 juin 1976             |        | Aston Villa       |
| 2   | Défenseur | Kasper Bøgelund   | 8 octobre 1980           |        | PSV Eindhoven     |
| 3   | Défenseur | René Henriksen    | 27 août 1969             |        | Panathinaïkos     |
| 4   | Défenseur | Martin Laursen    | 26 juillet 1977          |        | AC Milan          |
| 5   | Défenseur | Niclas Jensen     | 17 août 1974             |        | Borussia Dortmund |
| 6   | Milieu    | Thomas Helveg     | 24 juin 1971             |        | Inter de Milan    |
| 7   | Milieu    | Thomas Gravesen   | 11 mars 1976             |        | Everton           |
| 8   | Attaquant | Jesper Grønkjær   | 12 août 1977             |        | Chelsea           |
| 9   | Attaquant | Jon Dahl Tomasson | 29 août 1976             |        | AC Milan          |
| 10  | Milieu    | Martin Jørgensen  | 6 octobre 1975           |        | Udinese           |
| 11  | Attaquant | Ebbe Sand         | 19 juillet 1972          |        | Schalke 04        |
| 12  | Milieu    | Thomas Kahlenberg | 20 mars 1983             |        | Brøndby IF        |
| 13  | Défenseur | Per Krøldrup      | 31 juillet 1979          |        | Udinese           |
| 14  | Milieu    | Claus Jensen      | 29 avril 1977            |        | Charlton          |
| 15  | Milieu    | Daniel Jensen     | 25 juin 1979             |        | Real Murcie       |
| 16  | Gardien   | Peter Skov-Jensen | 9 juin 1971              |        | FC Midtjylland    |
| 17  | Milieu    | Christian Poulsen | 28 février 1980          |        | Schalke 04        |
| 18  | Défenseur | Brian Priske      | 14 mai 1977              |        | KRC Genk          |
| 19  | Attaquant | Dennis Rommedahl  | 22 juillet 1978          |        | PSV Eindhoven     |
| 20  | Attaquant | Kenneth Perez     | 29 août 1974             |        | AZ Alkmaar        |
| 21  | Attaquant | Peter Madsen      | 26 avril 1978            |        | VfL Bochum        |
| 22  | Gardien   | Stephan Andersen  | 26 novembre 1981         |        | AB Copenhague     |
| 23  | Attaquant | Peter Løvenkrands | 29 janvier 1980          |        | Glasgow Rangers   |

### Espagne
Sélectionneur : Iñaki Sáez
| No. | Pos.      | Joueur              | Date de naissance et âge | Sélec. | Club                 |
| --- | --------- | ------------------- | ------------------------ | ------ | -------------------- |
| 1   | Gardien   | Santiago Cañizares  | 18 décembre 1969         |        | Valence CF           |
| 2   | Défenseur | Joan Capdevila      | 3 février 1978           |        | Deportivo La Corogne |
| 3   | Défenseur | Carlos Marchena     | 31 juillet 1979          |        | Valence CF           |
| 4   | Milieu    | David Albelda       | 1er septembre 1977       |        | Valence CF           |
| 5   | Défenseur | Carles Puyol        | 13 avril 1978            |        | FC Barcelone         |
| 6   | Défenseur | Iván Helguera       | 28 mars 1975             |        | Real de Madrid       |
| 7   | Attaquant | Raúl                | 27 juin 1977             |        | Real de Madrid       |
| 8   | Milieu    | Rubén Baraja        | 11 juillet 1975          |        | Valence CF           |
| 9   | Attaquant | Fernando Torres     | 20 mars 1984             |        | Atlético Madrid      |
| 10  | Attaquant | Fernando Morientes  | 5 avril 1976             |        | AS Monaco            |
| 11  | Attaquant | Albert Luque        | 11 mars 1978             |        | Deportivo La Corogne |
| 12  | Défenseur | Gabri               | 10 février 1979          |        | FC Barcelone         |
| 13  | Gardien   | Daniel Aranzubia    | 18 septembre 1979        |        | Athletic Bilbao      |
| 14  | Milieu    | Vicente             | 16 juillet 1981          |        | Valence CF           |
| 15  | Défenseur | Raúl Bravo          | 14 avril 1981            |        | Real de Madrid       |
| 16  | Milieu    | Xabi Alonso         | 25 novembre 1981         |        | Real Sociedad        |
| 17  | Attaquant | Joseba Etxeberria   | 5 septembre 1977         |        | Athletic Bilbao      |
| 18  | Défenseur | César               | 3 avril 1977             |        | Deportivo La Corogne |
| 19  | Milieu    | Joaquín             | 21 juillet 1981          |        | Betis Séville        |
| 20  | Milieu    | Xavi                | 25 janvier 1980          |        | FC Barcelone         |
| 21  | Milieu    | Juan Carlos Valerón | 17 juin 1975             |        | Deportivo La Corogne |
| 22  | Défenseur | Juanito             | 23 juillet 1976          |        | Betis Séville        |
| 23  | Gardien   | Iker Casillas       | 20 mai 1981              |        | Real de Madrid       |

### France
Sélectionneur : Jacques Santini
| No. | Pos.      | Joueur              | Date de naissance et âge | Sélec. | Club                   |
| --- | --------- | ------------------- | ------------------------ | ------ | ---------------------- |
| 1   | Gardien   | Mickaël Landreau    | 14 mai 1979              |        | FC Nantes              |
| 2   | Défenseur | Jean-Alain Boumsong | 14 décembre 1979         |        | AJ Auxerre             |
| 3   | Défenseur | Bixente Lizarazu    | 9 décembre 1969          |        | Bayern Munich          |
| 4   | Milieu    | Patrick Vieira      | 23 juin 1976             |        | Arsenal                |
| 5   | Défenseur | William Gallas      | 17 août 1977             |        | Chelsea                |
| 6   | Milieu    | Claude Makélélé     | 18 février 1973          |        | Chelsea                |
| 7   | Milieu    | Robert Pirès        | 29 octobre 1973          |        | Arsenal                |
| 8   | Défenseur | Marcel Desailly     | 7 septembre 1968         |        | Chelsea                |
| 9   | Attaquant | Louis Saha          | 8 août 1978              |        | Manchester United      |
| 10  | Milieu    | Zinédine Zidane     | 23 juin 1972             |        | Real de Madrid         |
| 11  | Attaquant | Sylvain Wiltord     | 10 mai 1974              |        | Arsenal                |
| 12  | Attaquant | Thierry Henry       | 17 août 1977             |        | Arsenal                |
| 13  | Défenseur | Mikaël Silvestre    | 9 août 1977              |        | Manchester United      |
| 14  | Milieu    | Jérôme Rothen       | 31 mars 1978             |        | AS Monaco              |
| 15  | Défenseur | Lilian Thuram       | 1er janvier 1972         |        | Juventus               |
| 16  | Gardien   | Fabien Barthez      | 28 juin 1971             |        | Olympique de Marseille |
| 17  | Milieu    | Olivier Dacourt     | 25 septembre 1974        |        | AS Rome                |
| 18  | Milieu    | Benoît Pedretti     | 12 novembre 1980         |        | FC Sochaux             |
| 19  | Défenseur | Willy Sagnol        | 18 mars 1977             |        | Bayern Munich          |
| 20  | Attaquant | David Trezeguet     | 15 octobre 1977          |        | Juventus               |
| 21  | Attaquant | Steve Marlet        | 10 janvier 1974          |        | Olympique de Marseille |
| 22  | Attaquant | Sidney Govou        | 27 juillet 1979          |        | Olympique lyonnais     |
| 23  | Gardien   | Grégory Coupet      | 31 décembre 1972         |        | Olympique lyonnais     |

### Grèce
Sélectionneur : Otto Rehhagel
| No. | Pos.      | Joueur                 | Date de naissance et âge | Sélec. | Club             |
| --- | --------- | ---------------------- | ------------------------ | ------ | ---------------- |
| 1   | Gardien   | Antónios Nikopolídis   | 14 janvier 1971          | 42     | Panathinaïkos    |
| 2   | Défenseur | Yoúrkas Seïtarídis     | 4 juin 1981              | 18     | Panathinaïkos    |
| 3   | Défenseur | Stélios Venetídis      | 19 novembre 1976         | 36     | Olympiakos       |
| 4   | Défenseur | Níkos Dabízas          | 3 août 1973              | 67     | Leicester City   |
| 5   | Défenseur | Traïanós Déllas        | 31 janvier 1976          | 16     | AS Rome          |
| 6   | Milieu    | Ángelos Basinás        | 3 janvier 1976           | 42     | Panathinaïkos    |
| 7   | Milieu    | Theódoros Zagorákis    | 27 octobre 1971          | 88     | AEK Athènes      |
| 8   | Milieu    | Stélios Yannakópoulos  | 12 juillet 1974          | 36     | Bolton           |
| 9   | Attaquant | Ángelos Charistéas     | 9 février 1980           | 26     | Werder Brême     |
| 10  | Milieu    | Vasílios Tsiártas      | 12 novembre 1972         | 57     | AEK Athènes      |
| 11  | Attaquant | Démis Nikolaïdis       | 17 septembre 1973        | 50     | Atlético Madrid  |
| 12  | Gardien   | Konstantínos Chalkiás  | 30 mai 1974              | 4      | Panathinaïkos    |
| 13  | Gardien   | Fánis Kateryannákis    | 16 février 1974          | 6      | Olympiakos       |
| 14  | Défenseur | Panayótis Fýssas       | 12 juin 1973             | 30     | Benfica Lisbonne |
| 15  | Attaquant | Zísis Vrýzas           | 9 novembre 1973          | 45     | Fiorentina       |
| 16  | Milieu    | Pantelís Kafés         | 24 juin 1978             | 18     | Olympiakos       |
| 17  | Milieu    | Yórgos Yeoryádis       | 8 mars 1972              | 57     | Olympiakos       |
| 18  | Défenseur | Yánnis Goúmas          | 24 mai 1975              | 27     | Panathinaïkos    |
| 19  | Défenseur | Michális Kapsís        | 18 octobre 1973          | 8      | AEK Athènes      |
| 20  | Milieu    | Yórgos Karagoúnis      | 6 mars 1977              | 30     | Inter de Milan   |
| 21  | Milieu    | Kóstas Katsouránis     | 21 juin 1979             | 5      | AEK Athènes      |
| 22  | Attaquant | Dimítrios Papadópoulos | 20 septembre 1981        | 6      | Panathinaïkos    |
| 23  | Milieu    | Vasílios Lákis         | 10 septembre 1976        | 29     | AEK Athènes      |

### Italie
Sélectionneur : Giovanni Trapattoni
| No. | Pos.      | Joueur               | Date de naissance et âge | Sélec. | Club           |
| --- | --------- | -------------------- | ------------------------ | ------ | -------------- |
| 1   | Gardien   | Gianluigi Buffon     | 28 janvier 1978          |        | Juventus       |
| 2   | Défenseur | Christian Panucci    | 12 avril 1973            |        | AS Rome        |
| 3   | Défenseur | Massimo Oddo         | 14 juin 1976             |        | Lazio de Rome  |
| 4   | Milieu    | Cristiano Zanetti    | 14 avril 1977            |        | Inter de Milan |
| 5   | Défenseur | Fabio Cannavaro      | 13 septembre 1973        |        | Inter de Milan |
| 6   | Défenseur | Matteo Ferrari       | 5 décembre 1979          |        | Parme FC       |
| 7   | Attaquant | Alessandro Del Piero | 9 novembre 1974          |        | Juventus       |
| 8   | Milieu    | Gennaro Gattuso      | 9 janvier 1978           |        | AC Milan       |
| 9   | Attaquant | Christian Vieri      | 12 juillet 1973          |        | Inter de Milan |
| 10  | Milieu    | Francesco Totti      | 27 septembre 1976        |        | AS Rome        |
| 11  | Attaquant | Bernardo Corradi     | 30 mars 1976             |        | Lazio de Rome  |
| 12  | Gardien   | Francesco Toldo      | 2 décembre 1971          |        | Inter de Milan |
| 13  | Défenseur | Alessandro Nesta     | 19 mars 1976             |        | AC Milan       |
| 14  | Milieu    | Stefano Fiore        | 17 avril 1975            |        | Lazio de Rome  |
| 15  | Défenseur | Giuseppe Favalli     | 8 janvier 1972           |        | Lazio de Rome  |
| 16  | Milieu    | Mauro Camoranesi     | 4 octobre 1976           |        | Juventus       |
| 17  | Attaquant | Marco Di Vaio        | 15 juillet 1976          |        | Fiorentina     |
| 18  | Attaquant | Antonio Cassano      | 12 juillet 1982          |        | AS Rome        |
| 19  | Défenseur | Gianluca Zambrotta   | 19 février 1977          |        | Juventus       |
| 20  | Milieu    | Simone Perrotta      | 17 septembre 1977        |        | Chievo Vérone  |
| 21  | Milieu    | Andrea Pirlo         | 19 mai 1979              |        | AC Milan       |
| 22  | Gardien   | Angelo Peruzzi       | 16 février 1970          |        | Lazio de Rome  |
| 23  | Défenseur | Marco Materazzi      | 19 août 1973             |        | Inter de Milan |

### Lettonie
Sélectionneur : Aleksandrs Starkovs
| No. | Pos.      | Joueur               | Date de naissance et âge | Sélec. | Club                      |
| --- | --------- | -------------------- | ------------------------ | ------ | ------------------------- |
| 1   | Gardien   | Aleksandrs Koļinko   | 18 juin 1975             |        | FK Rostov                 |
| 2   | Défenseur | Igors Stepanovs      | 21 janvier 1976          |        | KSK Beveren               |
| 3   | Milieu    | Vitālijs Astafjevs   | 3 avril 1971             |        | Admira Wacker Mödling     |
| 4   | Défenseur | Mihails Zemļinskis   | 21 décembre 1969         |        | Skonto Riga               |
| 5   | Milieu    | Juris Laizāns        | 6 janvier 1979           |        | CSKA Moscou               |
| 6   | Défenseur | Oļegs Blagonadeždins | 16 mai 1973              |        | Skonto Riga               |
| 7   | Défenseur | Aleksandrs Isakovs   | 16 septembre 1973        |        | Skonto Riga               |
| 8   | Milieu    | Imants Bleidelis     | 16 août 1975             |        | Viborg FF                 |
| 9   | Attaquant | Māris Verpakovskis   | 15 octobre 1979          |        | Dynamo Kiev               |
| 10  | Milieu    | Andrejs Rubins       | 26 novembre 1978         |        | Chinnik Iaroslavl         |
| 11  | Attaquant | Andrejs Prohorenkovs | 5 février 1977           |        | Maccabi Tel-Aviv          |
| 12  | Gardien   | Andrejs Piedels      | 17 septembre 1970        |        | Skonto Riga               |
| 13  | Milieu    | Jurģis Pučinskis     | 1er mars 1973            |        | Luch-Energiya Vladivostok |
| 14  | Milieu    | Valentīns Lobaņovs   | 23 octobre 1971          |        | Metalurg Zaporijia        |
| 15  | Défenseur | Māris Smirnovs       | 2 juin 1976              |        | Ventspils                 |
| 16  | Défenseur | Dzintars Zirnis      | 25 avril 1977            |        | Liepājas Metalurgs        |
| 17  | Attaquant | Marian Pahars        | 5 août 1976              |        | Southampton               |
| 18  | Défenseur | Igors Korabļovs      | 23 novembre 1974         |        | Ventspils                 |
| 19  | Milieu    | Andrejs Štolcers     | 7 août 1974              |        | Fulham                    |
| 20  | Gardien   | Andrejs Pavlovs      | 22 février 1979          |        | Skonto Riga               |
| 21  | Attaquant | Mihails Miholaps     | 24 août 1974             |        | Skonto Riga               |
| 22  | Défenseur | Artūrs Zakreševskis  | 7 août 1971              |        | Skonto Riga               |
| 23  | Attaquant | Vīts Rimkus          | 21 juin 1973             |        | Ventspils                 |

### Pays-Bas
Sélectionneur : Dick Advocaat
| No. | Pos.      | Joueur                   | Date de naissance et âge | Sélec. | Club              |
| --- | --------- | ------------------------ | ------------------------ | ------ | ----------------- |
| 1   | Gardien   | Edwin van der Sar        | 29 octobre 1970          | 82     | Fulham            |
| 2   | Défenseur | Michael Reiziger         | 3 mai 1973               | 66     | FC Barcelone      |
| 3   | Défenseur | Jaap Stam                | 17 juillet 1972          | 60     | Lazio de Rome     |
| 4   | Défenseur | Wilfred Bouma            | 15 juin 1978             | 10     | PSV Eindhoven     |
| 5   | Défenseur | Giovanni van Bronckhorst | 5 février 1975           | 34     | FC Barcelone      |
| 6   | Milieu    | Phillip Cocu             | 29 octobre 1970          | 77     | FC Barcelone      |
| 7   | Milieu    | Andy van der Meyde       | 30 septembre 1979        | 11     | Inter de Milan    |
| 8   | Milieu    | Edgar Davids             | 13 mars 1973             | 61     | FC Barcelone      |
| 9   | Attaquant | Patrick Kluivert         | 1er juillet 1976         | 77     | FC Barcelone      |
| 10  | Attaquant | Ruud van Nistelrooy      | 1er juillet 1976         | 31     | Manchester United |
| 11  | Milieu    | Rafael van der Vaart     | 11 février 1983          | 16     | Ajax Amsterdam    |
| 12  | Attaquant | Roy Makaay               | 9 mars 1975              | 30     | Bayern Munich     |
| 13  | Gardien   | Sander Westerveld        | 23 octobre 1974          | 6      | Real Sociedad     |
| 14  | Milieu    | Wesley Sneijder          | 9 juin 1984              | 7      | Ajax Amsterdam    |
| 15  | Défenseur | Frank de Boer            | 15 mai 1970              | 109    | Glasgow Rangers   |
| 16  | Milieu    | Marc Overmars            | 29 mars 1973             | 82     | FC Barcelone      |
| 17  | Attaquant | Pierre van Hooijdonk     | 29 novembre 1969         | 38     | Fenerbahçe        |
| 18  | Défenseur | John Heitinga            | 15 novembre 1983         | 4      | Ajax Amsterdam    |
| 19  | Milieu    | Arjen Robben             | 23 janvier 1984          | 4      | PSV Eindhoven     |
| 20  | Milieu    | Clarence Seedorf         | 1er avril 1976           | 71     | AC Milan          |
| 21  | Milieu    | Paul Bosvelt             | 26 mars 1970             | 21     | Manchester City   |
| 22  | Attaquant | Boudewijn Zenden         | 15 août 1976             | 51     | Middlesbrough     |
| 23  | Gardien   | Ronald Waterreus         | 25 août 1970             | 6      | PSV Eindhoven     |

### Portugal
Sélectionneur : Luiz Felipe Scolari
| No. | Pos.      | Joueur            | Date de naissance et âge | Sélec. | Club                 |
| --- | --------- | ----------------- | ------------------------ | ------ | -------------------- |
| 1   | Gardien   | Ricardo           | 11 février 1976          | 26     | Sporting Lisbonne    |
| 2   | Défenseur | Paulo Ferreira    | 18 janvier 1979          | 11     | FC Porto             |
| 3   | Défenseur | Rui Jorge         | 27 mars 1973             | 42     | Sporting Lisbonne    |
| 4   | Défenseur | Jorge Andrade     | 9 avril 1978             | 21     | Deportivo La Corogne |
| 5   | Défenseur | Fernando Couto    | 2 août 1969              | 106    | Lazio de Rome        |
| 6   | Milieu    | da Costa          | 1er décembre 1974        | 23     | FC Porto             |
| 7   | Milieu    | Luís Figo         | 4 novembre 1972          | 103    | Real de Madrid       |
| 8   | Milieu    | Petit             | 25 septembre 1976        | 19     | Benfica Lisbonne     |
| 9   | Attaquant | Pauleta           | 28 avril 1973            | 55     | Paris SG             |
| 10  | Milieu    | Rui Costa         | 29 mars 1972             | 89     | AC Milan             |
| 11  | Attaquant | Simão             | 31 octobre 1979          | 27     | Benfica Lisbonne     |
| 12  | Gardien   | Quim              | 13 novembre 1975         | 21     | Braga                |
| 13  | Défenseur | Miguel            | 4 janvier 1980           | 13     | Benfica Lisbonne     |
| 14  | Défenseur | Nuno Valente      | 12 septembre 1974        | 9      | FC Porto             |
| 15  | Défenseur | Beto              | 3 mai 1976               | 30     | Sporting Lisbonne    |
| 16  | Défenseur | Ricardo Carvalho  | 18 mai 1978              | 4      | FC Porto             |
| 17  | Attaquant | Cristiano Ronaldo | 5 février 1985           | 6      | Manchester United    |
| 18  | Milieu    | Maniche           | 11 novembre 1977         | 7      | FC Porto             |
| 19  | Milieu    | Tiago             | 2 mai 1981               | 9      | Benfica Lisbonne     |
| 20  | Milieu    | Deco              | 27 août 1977             | 12     | FC Porto             |
| 21  | Attaquant | Nuno Gomes        | 5 juillet 1976           | 39     | Benfica Lisbonne     |
| 22  | Gardien   | Moreira           | 20 mars 1982             | 0      | Benfica Lisbonne     |
| 23  | Attaquant | Hélder Postiga    | 2 août 1982              | 6      | Tottenham            |

### République tchèque
Sélectionneur : Karel Brückner
| No. | Pos.      | Joueur            | Date de naissance et âge | Sélec. | Club                     |
| --- | --------- | ----------------- | ------------------------ | ------ | ------------------------ |
| 1   | Gardien   | Petr Čech         | 20 mai 1982              |        | Stade rennais            |
| 2   | Défenseur | Zdeněk Grygera    | 14 mai 1980              |        | Ajax Amsterdam           |
| 3   | Défenseur | Pavel Mareš       | 18 janvier 1976          |        | Zénith Saint-Pétersbourg |
| 4   | Milieu    | Tomáš Galásek     | 15 janvier 1973          |        | Ajax Amsterdam           |
| 5   | Défenseur | René Bolf         | 25 février 1974          |        | Baník Ostrava            |
| 6   | Défenseur | Marek Jankulovski | 9 mai 1977               |        | Udinese                  |
| 7   | Attaquant | Vladimír Šmicer   | 24 mai 1973              |        | Liverpool                |
| 8   | Attaquant | Karel Poborský    | 30 mars 1972             |        | Sparta Prague            |
| 9   | Attaquant | Jan Koller        | 30 mars 1973             |        | Borussia Dortmund        |
| 10  | Milieu    | Tomáš Rosický     | 4 octobre 1980           |        | Borussia Dortmund        |
| 11  | Milieu    | Pavel Nedvěd      | 30 août 1972             |        | Juventus                 |
| 12  | Attaquant | Vratislav Lokvenc | 27 septembre 1973        |        | Kaiserslautern           |
| 13  | Défenseur | Martin Jiránek    | 25 mai 1979              |        | Reggina                  |
| 14  | Milieu    | Štěpán Vachoušek  | 26 juillet 1979          |        | Olympique de Marseille   |
| 15  | Attaquant | Milan Baroš       | 28 octobre 1981          |        | Liverpool                |
| 16  | Gardien   | Jaromír Blažek    | 29 décembre 1972         |        | Sparta Prague            |
| 17  | Défenseur | Tomáš Hübschman   | 4 septembre 1981         |        | Sparta Prague            |
| 18  | Attaquant | Marek Heinz       | 4 août 1977              |        | Baník Ostrava            |
| 19  | Milieu    | Roman Týce        | 7 mai 1977               |        | Munich 1860              |
| 20  | Milieu    | Jaroslav Plašil   | 5 janvier 1982           |        | AS Monaco                |
| 21  | Défenseur | Tomáš Ujfaluši    | 24 mars 1978             |        | Hambourg SV              |
| 22  | Défenseur | David Rozehnal    | 5 juillet 1980           |        | Club Bruges              |
| 23  | Gardien   | Antonín Kinský    | 31 mai 1975              |        | Saturn Ramenskoïe        |

### Russie
Sélectionneur : Gueorgui Iartsev
| No. | Pos.      | Joueur                | Date de naissance et âge | Sélec. | Club                     |
| --- | --------- | --------------------- | ------------------------ | ------ | ------------------------ |
| 1   | Gardien   | Sergueï Ovtchinnikov  | 10 novembre 1970         | 31     | Lokomotiv Moscou         |
| 2   | Milieu    | Vladislav Radimov     | 26 novembre 1975         | 29     | Zénith Saint-Pétersbourg |
| 3   | Attaquant | Dmitri Sytchev        | 26 octobre 1983          | 15     | Lokomotiv Moscou         |
| 4   | Milieu    | Alexeï Smertine       | 1er mai 1975             | 40     | Portsmouth               |
| 5   | Milieu    | Andreï Kariaka        | 1er avril 1978           | 17     | Krylia Sovetov           |
| 6   | Milieu    | Igor Semchov          | 6 avril 1978             | 6      | Torpedo Moscou           |
| 7   | Milieu    | Marat Izmaïlov        | 21 septembre 1982        | 17     | Lokomotiv Moscou         |
| 8   | Milieu    | Rolan Goussev         | 17 septembre 1977        | 25     | CSKA Moscou              |
| 9   | Attaquant | Dmitri Boulykine      | 20 novembre 1979         | 8      | Dynamo Moscou            |
| 10  | Milieu    | Aleksandr Mostovoï    | 22 août 1968             | 64     | Celta Vigo               |
| 11  | Attaquant | Aleksandr Kerjakov    | 27 novembre 1982         | 17     | Zénith Saint-Pétersbourg |
| 12  | Gardien   | Viatcheslav Malafeïev | 4 mars 1979              | 2      | Zénith Saint-Pétersbourg |
| 13  | Défenseur | Roman Charonov        | 8 septembre 1976         | 3      | Rubin Kazan              |
| 14  | Défenseur | Alexandre Anioukov    | 28 septembre 1982        | 1      | Krylia Sovetov           |
| 15  | Milieu    | Dmitri Alenitchev     | 20 octobre 1972          | 50     | FC Porto                 |
| 16  | Défenseur | Vadim Ievseïev        | 8 janvier 1976           | 2      | Lokomotiv Moscou         |
| 17  | Défenseur | Dmitri Sennikov       | 24 juin 1976             | 13     | Lokomotiv Moscou         |
| 18  | Attaquant | Dmitri Kiritchenko    | 17 janvier 1977          | 4      | CSKA Moscou              |
| 19  | Milieu    | Vladimir Bystrov      | 31 janvier 1984          | 2      | Zénith Saint-Pétersbourg |
| 20  | Milieu    | Dmitri Loskov         | 12 février 1974          | 13     | Lokomotiv Moscou         |
| 21  | Défenseur | Alekseï Bougaïev      | 25 août 1981             | 1      | Torpedo Moscou           |
| 22  | Milieu    | Ievgueni Aldonine     | 22 janvier 1980          | 12     | CSKA Moscou              |
| 23  | Gardien   | Igor Akinfeïev        | 8 avril 1986             | 1      | CSKA Moscou              |

### Suède
Sélectionneur : Tommy Söderberg et Lars Lagerbäck
| No. | Pos.      | Joueur                | Date de naissance et âge | Sélec. | Club             |
| --- | --------- | --------------------- | ------------------------ | ------ | ---------------- |
| 1   | Gardien   | Andreas Isaksson      | 3 octobre 1981           |        | Djurgårdens IF   |
| 2   | Défenseur | Teddy Lučić           | 15 avril 1973            |        | Bayer Leverkusen |
| 3   | Défenseur | Olof Mellberg         | 3 septembre 1977         |        | Aston Villa      |
| 4   | Défenseur | Johan Mjällby         | 9 février 1971           |        | Celtic Glasgow   |
| 5   | Défenseur | Erik Edman            | 11 novembre 1978         |        | Sc Heerenveen    |
| 6   | Milieu    | Tobias Linderoth      | 21 avril 1979            |        | Everton          |
| 7   | Milieu    | Mikael Nilsson        | 24 juin 1978             |        | Halmstads BK     |
| 8   | Milieu    | Anders Svensson       | 17 juillet 1976          |        | Southampton      |
| 9   | Milieu    | Fredrik Ljungberg     | 16 avril 1977            |        | Arsenal          |
| 10  | Attaquant | Zlatan Ibrahimović    | 3 octobre 1981           |        | Ajax Amsterdam   |
| 11  | Attaquant | Henrik Larsson        | 20 septembre 1971        |        | Celtic Glasgow   |
| 12  | Gardien   | Magnus Hedman         | 19 mars 1973             |        | AC Ancône        |
| 13  | Défenseur | Petter Hansson        | 14 décembre 1976         |        | Sc Heerenveen    |
| 14  | Défenseur | Alexander Östlund     | 11 février 1978          |        | Hammarby IF      |
| 15  | Défenseur | Andreas Jakobsson     | 6 octobre 1972           |        | Brøndby IF       |
| 16  | Milieu    | Kim Källström         | 24 août 1982             |        | Stade rennais    |
| 17  | Milieu    | Anders Andersson      | 15 mars 1974             |        | Belenenses       |
| 18  | Attaquant | Mattias Jonson        | 16 janvier 1974          |        | Brøndby IF       |
| 19  | Milieu    | Pontus Farnerud       | 4 juin 1980              |        | RC Strasbourg    |
| 20  | Attaquant | Marcus Allbäck        | 5 juillet 1973           |        | Aston Villa      |
| 21  | Milieu    | Christian Wilhelmsson | 8 décembre 1979          |        | RSC Anderlecht   |
| 22  | Défenseur | Erik Wahlstedt        | 16 avril 1976            |        | Helsingborgs IF  |
| 23  | Gardien   | Magnus Kihlstedt      | 29 février 1972          |        | FC Copenhague    |

### Suisse
Sélectionneur : Jakob Kuhn
| No. | Pos.      | Joueur              | Date de naissance et âge | Sélec. | Club                     |
| --- | --------- | ------------------- | ------------------------ | ------ | ------------------------ |
| 1   | Gardien   | Jörg Stiel          | 3 mars 1968              |        | Borussia Mönchengladbach |
| 2   | Défenseur | Bernt Haas          | 8 avril 1978             |        | West Bromwich Albion     |
| 3   | Défenseur | Bruno Berner        | 21 novembre 1977         |        | SC Fribourg              |
| 4   | Défenseur | Stéphane Henchoz    | 7 septembre 1974         |        | Liverpool                |
| 5   | Défenseur | Murat Yakin         | 15 septembre 1974        |        | FC Bâle                  |
| 6   | Milieu    | Johann Vogel        | 8 mars 1977              |        | PSV Eindhoven            |
| 7   | Milieu    | Ricardo Cabanas     | 17 janvier 1979          |        | Grasshopper de Zurich    |
| 8   | Milieu    | Raphaël Wicky       | 26 avril 1977            |        | Hambourg SV              |
| 9   | Attaquant | Alexander Frei      | 15 juillet 1979          |        | Stade rennais            |
| 10  | Milieu    | Hakan Yakin         | 22 février 1977          |        | VfB Stuttgart            |
| 11  | Attaquant | Stéphane Chapuisat  | 28 juin 1969             |        | Young Boys de Berne      |
| 12  | Gardien   | Pascal Zuberbühler  | 8 janvier 1971           |        | FC Bâle                  |
| 13  | Défenseur | Marco Zwyssig       | 24 octobre 1971          |        | FC Bâle                  |
| 14  | Défenseur | Ludovic Magnin      | 20 avril 1979            |        | Werder de Brême          |
| 15  | Milieu    | Daniel Gygax        | 28 août 1981             |        | FC Zurich                |
| 16  | Milieu    | Fabio Celestini     | 31 octobre 1975          |        | Olympique de Marseille   |
| 17  | Défenseur | Christoph Spycher   | 30 mars 1978             |        | Grasshopper de Zurich    |
| 18  | Milieu    | Benjamin Huggel     | 7 juillet 1977           |        | FC Bâle                  |
| 19  | Milieu    | Tranquillo Barnetta | 22 mai 1985              |        | FC Saint-Gall            |
| 20  | Défenseur | Patrick Müller      | 17 décembre 1976         |        | Olympique lyonnais       |
| 21  | Attaquant | Milaim Rama         | 29 février 1976          |        | FC Thoune                |
| 22  | Attaquant | Johan Vonlanthen    | 1er février 1986         |        | PSV Eindhoven            |
| 23  | Gardien   | Sébastien Roth      | 1er avril 1978           |        | Servette de Genève       |